# Zgornja Pristava, Slovenske Konjice
Zgornja Pristava este o localitate din comuna Slovenske Konjice, Slovenia, cu o populație de 115 locuitori.